# Eulimella tydemani
Eulimella tydemani is een slakkensoort uit de familie van de Pyramidellidae. De wetenschappelijke naam van de soort werd in 1998 voor het eerst geldig gepubliceerd door Jacobus Johannes van Aartsen, Edi Gittenberger en Jeroen Goud. De soort is vernoemd naar het Nederlandse onderzoeksschip van de marine, de Hr. Ms. Tydeman.